# Tamara Crețulescu
Tamara Crețulescu (ur. 31 marca 1949 w Bukareszcie) – rumuńska aktorka filmowa, teatralna i telewizyjna.

## Życiorys
W 1971 ukończyła z wyróżnieniem studia w Instytucie Sztuki Teatralnej i Kinematografii w Bukareszcie. Od 1970 pracowała w stołecznym Teatrze Komediowym, rok później także w Teatrze Narodowym (Teatrul Național I.L. Caragiale). Na scenie narodowej zadebiutowała w roli Ioany Boga w dramacie Surorile Boga Horii Lovinescu.
Na dużym ekranie zadebiutowała w 1972 niewielką rolą Coriny w filmie Astă seară dansăm în familie (reż. Geo Saizescu). W jej dorobku znajduje się 18 ról filmowych.
Wyróżniona Państwową Nagrodą Teatralną za rolę "Elise" w dramacie Acord Paula Everaca. Pracuje jako pedagog na Uniwersytecie Teatru i Filmu (Universitatea de Teatru și Film), w 2004 uzyskała tytuł profesorski.

## Filmografia
- 1972: Astă seară dansăm în familie jako Corina
- 1973: Ciprian Porumbescu jako Bertha Gorgon
- 1973: Despre o anume fericire
- 1978: Vines de ianuarie jako Hermiona Asachi
- 1979: Ora zero
- 1981: Destine romantice
- 1985: Glissando
- 1986: Din prea multă dragoste
- 1988: Vacanța cea mare
- 1994: Niezapomniane lato (O vară de neuitat)
- 2002: Binecuvântata fii, închisoare
- 2003: Ce lume veselă jako Maria
- 2007: Logodnicii din America
- 2010: Terapia (În derivă, serial TV) jako Maria
- 2011: Dobre chęci (Din dragoste cu cele mai bune intenții) jako Mia